# 동명동부초등학교
동명동부초등학교는 대한민국 경상북도 칠곡군 동명면 기성리에 있는 공립 초등학교이다.

## 학교 연혁
- 1936.04.01 동명공립보통학교 부설 기남간이학교 설립 인가
- 1943.05.06 동명동부국민학교로 승격
- 1949.07.20 제1회 졸업식 (19명)
- 1982.03.01 병설유치원 개원
- 1996.03.01 동명동부초등학교로 교명 변경
- 2009.03.01 경상북도교육청 지정 교원능력개발평가 선도학교
- 2011.03.01 경상북도교육청 지정 자율학교
- 2014.02.14 제66회 졸업 8명 (총 1,824명)
- 2014.03.01 초등학교 6학급, 병설유치원 1학급 편성

## 참고 자료
- 동명동부초등학교 - 한국교육학술정보원 학교알리미